# Шауэрте, Хельга
Хельга Шауэрте (нем. Helga Schauerte; род. 8 марта 1957, Леннештадт) — немецко-французская органистка и музыковед
.
Играла на органе с 10 лет, в 13 лет официально стала органистом в одной из церквей своего родного города. Окончила Кёльнский университет (1982) с дипломом в области философии и педагогики и Кёльнскую высшую школу музыки (1985) по классу органа Виктора Лукаса. Затем работала в Париже органисткой Немецкой евангелической церкви (нем. Deutsche evangelische Christuskirche), одновременно совершенствуя своё мастерство под руководством Мари Клер Ален. С этого времени выступает как исполнитель и исследователь музыки Жана Алена, обнаружила ряд ранее неизвестных автографом музыканта, опубликовала первую немецкоязычную монографию о нём, подготовила трёхтомное издание произведений (2011) и записала два альбома с ними. Другие авторы, чьи произведения Шауэрте также последовательно исполняет, записывает и публикует, — Леон Боэльман, Теодор Дюбуа, Луи Вьерн. В дискографию Шауэрте входят также пять альбомов с произведениями Дитриха Букстехуде и семь альбомов с музыкой Иоганна Себастьяна Баха. С 2006 г. она руководит академией органистов в Понтомюре.